# Stretcher (canción)
«Stretcher» es una canción instrumental de la banda de Rock progresivo Beggar's Opera, lanzada para su tercer álbum, Pathfinder, esta es la penúltima canción del álbum.

## Análisis musical
1.El final de la canción es similar al final de MaCarthur park, seguna canción del mismo álbum.
2.La canción consta de 4 cambios de tonalidad 
3. En este instrumental se utilizan guitarras armonizadas

## Créditos
Alan Park: teclados, órgano hammond
Marthin Griffiths: voz
Ricky Gardiner: guitarra

Raymond Wilson: batería, percusión